# Grega Ciglar
Grega Ciglar, slovenski politik in nogometni funkcionar, * 3. maj 1997.
Leta 2018 je na listi stranke Levica kandidiral za poslanca v Državni zbor Republike Slovenije. Istega leta je bil na listi Levice izvoljen v Mestni svet Mestne občine Ljubljana. Po letu in pol je poskrbel za prvi prestop med mestnimi svetniki v mandatu 2018–2022, ko je prestopil k vladajoči stranki Župana Zorana Jankovića, s tem pa postal član svetniškega kluba Liste Zorana Jankovića.  
Ciglar je 25. novembra 2024 postal športni direktor ND Ilirija Ljubljana 1911.  
Pred tem je opravljal vlogo pomočnika izvršnega direktorja Mateja Oražma v nogometnem klubu Domžale, deloval pa je tudi pri NK Radomlje in NK Mengeš,  poleg klubskega udejstvovanja pa je redni sodelavec Nogometne zveze Slovenije. 